# Aeroporto di Southend
L'aeroporto di Londra Southend (IATA:SEN, ICAO:EGMC) è un aeroporto internazionale situato tra le città di Southend-on-Sea e Rochford, nell'Essex, a circa 60 km a est dal centro di Londra. 
Negli anni sessanta l'aeroporto di Southend era il terzo aeroporto più trafficato del Regno Unito e della città di Londra e ha mantenuto questa posizione, in termini di trasporto passeggeri, fino alla fine degli anni settanta, superato successivamente dall'Aeroporto di Londra-Stansted.
Dopo l'acquisizione dell'aeroporto da parte del Stobart Group nel 2008 è stato avviato un programma di sviluppo che prosegue tuttora.
EasyJet infatti ha iniziato le sue operazioni da Southend, istituendo una base operativa ad aprile 2012.
Gli operatori dell'aeroporto puntavano a far crescere il numero di passeggeri fino a 2 milioni all'anno per il 2020. Tuttavia, Southend è stato duramente colpito dal calo di passeggeri conseguente alla Pandemia di COVID-19 nel Regno Unito.
Al 2025 le compagnie EasyJet ed Eastern Airways operano dallo scalo su 24 destinazioni nel Regno Unito, in Europa, in Nord Africa e in Medio Oriente. 

## Flusso passeggeri
Di seguito viene riportata una tabella che riassume il flusso passeggeri dell'aeroscalo:
|      | Numero di passeggeri | +/-   | Numero di spostamenti | Cargo (tonnellate) |
| ---- | -------------------- | ----- | --------------------- | ------------------ |
| 2017 | 1.092.391            | –     | 12.158                | -                  |
| 2018 | 1.480.139            | 35,4% | 17.613                | -                  |
| 2019 | 2.035.535            | 37,5% | 20.108                | -                  |
| 2020 | 401.143              | 80,3% | 5.306                 | -                  |
| 2021 | 94.367               | 76,5% | 2.480                 | 2.981              |
| 2022 | 89.361               | 5,4%  | 1.478                 | 3.552              |
| 2023 | 146.072              | 63,4% | 1.378                 | 77                 |
| 2024 | 287.758              | 96,9% | 2.528                 | -                  |